# Olympische Sommerspiele 2020/Kanu – Einer-Canadier 200 m (Frauen)
Erstmals in der Geschichte fand bei den Olympischen Spielen 2020 ein Kanu-Rennen der Frauen mit dem Einer-Canadier über 200 m statt. Dieses wurde vom 4. bis 5. August 2021 auf dem Sea Forest Waterway ausgetragen.

## Titelträger
| Olympiasiegerin | nicht ausgetragen | Rio de Janeiro 2016 |
| Weltmeisterin   | Nevin Harrison    | Szeged 2019         |

## Ergebnisse

### Vorlauf

#### Lauf 1
| Platz | Kanute           | Nation     | Zeit     | Bemerkung     |
| ----- | ---------------- | ---------- | -------- | ------------- |
| 1     | Ljudmyla Lusan   | Ukraine    | 45,571 s | Halbfinale    |
| 2     | Lin Wenjun       | China      | 46,449 s | Halbfinale    |
| 3     | Antía Jácome     | Spanien    | 46,691 s | Viertelfinale |
| 4     | María Mailliard  | Chile      | 47,557 s | Viertelfinale |
| 5     | Irina Andrejewa  | ROC        | 48,192 s | Viertelfinale |
| 6     | Nilufar Zokirova | Usbekistan | 49,686 s | Viertelfinale |
| 7     | Manaka Kubota    | Japan      | 50,608 s | Viertelfinale |

#### Lauf 2
| Platz | Kanute                     | Nation             | Zeit     | Bemerkung     |
| ----- | -------------------------- | ------------------ | -------- | ------------- |
| 1     | Nevin Harrison             | Vereinigte Staaten | 44,938 s | Halbfinale    |
| 2     | Katherin Nuevo             | Kuba               | 46,533 s | Halbfinale    |
| 3     | Virág Balla                | Ungarn             | 46,852 s | Viertelfinale |
| 4     | Anastassija Tschetwerikowa | Ukraine            | 47,472 s | Viertelfinale |
| 5     | Bernadette Wallace         | Australien         | 48,209 s | Viertelfinale |
| 6     | Margarita Torlopowa        | Kasachstan         | 49,721 s | Viertelfinale |
| 7     | Maria Olărașu              | Moldau             | 50,607 s | Viertelfinale |

#### Lauf 3
| Platz | Kanute                 | Nation         | Zeit     | Bemerkung     |
| ----- | ---------------------- | -------------- | -------- | ------------- |
| 1     | Katie Vincent          | Kanada         | 46,391 s | Halbfinale    |
| 2     | Yarisleidis Cirilo     | Kuba           | 47,267 s | Halbfinale    |
| 3     | Ayomide Emmanuel Bello | Nigeria        | 47,539 s | Viertelfinale |
| 4     | Katie Reid             | Großbritannien | 47,876 s | Viertelfinale |
| 5     | Orasa Thiangkathok     | Thailand       | 48,262 s | Viertelfinale |
| 6     | Josephine Bulmer       | Australien     | 53,354 s | Viertelfinale |

#### Lauf 4
| Platz | Kanute                    | Nation      | Zeit     | Bemerkung     |
| ----- | ------------------------- | ----------- | -------- | ------------- |
| 1     | Laurence Vincent-Lapointe | Kanada      | 45,408 s | Halbfinale    |
| 2     | Olessja Romassenko        | ROC         | 46,126 s | Halbfinale    |
| 3     | Alena Nasdrowa            | Belarus     | 46,731 s | Viertelfinale |
| 4     | Lisa Jahn                 | Deutschland | 47,439 s | Viertelfinale |
| 5     | Dilnoza Rakhmatova        | Usbekistan  | 47,716 s | Viertelfinale |
| 6     | Teruko Kiriake            | Japan       | 50,326 s | Viertelfinale |

#### Lauf 5
| Platz | Kanute              | Nation      | Zeit     | Bemerkung     |
| ----- | ------------------- | ----------- | -------- | ------------- |
| 1     | Dorota Borowska     | Polen       | 47,655 s | Halbfinale    |
| 2     | Kincső Takács       | Ungarn      | 47,977 s | Halbfinale    |
| 3     | Daniela Cociu       | Moldau      | 48,338 s | Viertelfinale |
| 4     | Stanilija Stamenowa | Bulgarien   | 48,477 s | Viertelfinale |
| 5     | Sophie Koch         | Deutschland | 48,601 s | Viertelfinale |
| 6     | Vanesa Tot          | Kroatien    | 49,280 s | Viertelfinale |

### Viertelfinale

#### Lauf 1
| Platz | Kanute                     | Nation     | Zeit     | Bemerkung  |
| ----- | -------------------------- | ---------- | -------- | ---------- |
| 1     | Antía Jácome               | Spanien    | 45,668 s | Halbfinale |
| 2     | María Mailliard            | Chile      | 46,122 s | Halbfinale |
| 3     | Anastassija Tschetwerikowa | Ukraine    | 46,509 s |            |
| 4     | Bernadette Wallace         | Australien | 48,330 s |            |
| 5     | Orasa Thiangkathok         | Thailand   | 48,559 s |            |
| 6     | Nilufar Zokirova           | Usbekistan | 48,995 s |            |
| 7     | Maria Olărașu              | Moldau     | 49,002 s |            |
| 8     | Teruko Kiriake             | Japan      | 49,413 s |            |

#### Lauf 2
| Platz | Kanute              | Nation         | Zeit     | Bemerkung  |
| ----- | ------------------- | -------------- | -------- | ---------- |
| 1     | Virág Balla         | Ungarn         | 46,218 s | Halbfinale |
| 2     | Irina Andrejewa     | ROC            | 46,637 s | Halbfinale |
| 3     | Dilnoza Rakhmatova  | Usbekistan     | 46,645 s |            |
| 4     | Katie Reid          | Großbritannien | 47,821 s |            |
| 5     | Vanesa Tot          | Kroatien       | 48,375 s |            |
| 6     | Daniela Cociu       | Moldau         | 48,594 s |            |
| 7     | Margarita Torlopowa | Kasachstan     | 49,051 s |            |

#### Lauf 3
| Platz | Kanute                 | Nation      | Zeit     | Bemerkung  |
| ----- | ---------------------- | ----------- | -------- | ---------- |
| 1     | Alena Nasdrowa         | Belarus     | 46,950 s | Halbfinale |
| 2     | Lisa Jahn              | Deutschland | 47,049 s | Halbfinale |
| 3     | Ayomide Emmanuel Bello | Nigeria     | 47,326 s |            |
| 4     | Sophie Koch            | Deutschland | 48,891 s |            |
| 5     | Stanilija Stamenowa    | Bulgarien   | 48,939 s |            |
| 6     | Manaka Kubota          | Japan       | 49,769 s |            |
| 7     | Josephine Bulmer       | Australien  | 51,474 s |            |

### Halbfinale

#### Lauf 1
| Platz | Kanute             | Nation      | Zeit     | Bemerkung |
| ----- | ------------------ | ----------- | -------- | --------- |
| 1     | Ljudmyla Lusan     | Ukraine     | 47,339 s | A-Finale  |
| 2     | Olessja Romassenko | ROC         | 47,368 s | A-Finale  |
| 3     | Katie Vincent      | Kanada      | 47,604 s | A-Finale  |
| 4     | Dorota Borowska    | Polen       | 47,703 s | A-Finale  |
| 5     | María Mailliard    | Chile       | 48,198 s | B-Finale  |
| 6     | Virág Balla        | Ungarn      | 48,257 s | B-Finale  |
| 7     | Lisa Jahn          | Deutschland | 49,136 s | B-Finale  |
| 8     | Katherin Nuevo     | Kuba        | 49,242 s | B-Finale  |

#### Lauf 2
| Platz | Kanute                    | Nation             | Zeit     | Bemerkung |
| ----- | ------------------------- | ------------------ | -------- | --------- |
| 1     | Nevin Harrison            | Vereinigte Staaten | 46,697 s | A-Finale  |
| 2     | Lin Wenjun                | China              | 47,161 s | A-Finale  |
| 3     | Laurence Vincent-Lapointe | Kanada             | 47,294 s | A-Finale  |
| 4     | Antía Jácome              | Spanien            | 47,414 s | A-Finale  |
| 5     | Alena Nasdrowa            | Belarus            | 48,120 s | B-Finale  |
| 6     | Yarisleidis Cirilo        | Kuba               | 48,375 s | B-Finale  |
| 7     | Irina Andrejewa           | ROC                | 49,147 s | B-Finale  |
| 8     | Kincső Takács             | Ungarn             | 49,178 s | B-Finale  |

### Finale

#### B-Finale
Anmerkung: Gefahren wurde hier um die Plätze neun bis sechzehn, das heißt, der Sieger des B-Finales Virág Balla wurde insgesamt Neunter usw.
| Platz | Kanute             | Nation      | Zeit     | Bemerkung |
| ----- | ------------------ | ----------- | -------- | --------- |
| 1     | Virág Balla        | Ungarn      | 47,560 s |           |
| 2     | María Mailliard    | Chile       | 47,610 s |           |
| 3     | Alena Nasdrowa     | Belarus     | 48,085 s |           |
| 4     | Yarisleidis Cirilo | Kuba        | 48,582 s |           |
| 5     | Lisa Jahn          | Deutschland | 48,798 s |           |
| 6     | Kincső Takács      | Ungarn      | 48,921 s |           |
| 7     | Irina Andrejewa    | ROC         | 48,930 s |           |
| 8     | Katherin Nuevo     | Kuba        | 49,024 s |           |

#### A-Finale
| Platz | Kanute                    | Nation             | Zeit     | Bemerkung |
| ----- | ------------------------- | ------------------ | -------- | --------- |
| 1     | Nevin Harrison            | Vereinigte Staaten | 45,932 s |           |
| 2     | Laurence Vincent-Lapointe | Kanada             | 46,786 s |           |
| 3     | Ljudmyla Lusan            | Ukraine            | 47,034 s |           |
| 4     | Dorota Borowska           | Polen              | 47,116 s |           |
| 5     | Antía Jácome              | Spanien            | 47,226 s |           |
| 6     | Lin Wenjun                | China              | 47,608 s |           |
| 7     | Olessja Romassenko        | ROC                | 47,777 s |           |
| 8     | Katie Vincent             | Kanada             | 47,834 s |           |